# Spegazzinia lobulata
Spegazzinia lobulata är en svampart som beskrevs av Thrower 1954. Spegazzinia lobulata ingår i släktet Spegazzinia, divisionen sporsäcksvampar och riket svampar.   Inga underarter finns listade i Catalogue of Life.